# بلاتتسه
بلاتتسه (به چکی: Blatce) یک منطقهٔ مسکونی در جمهوری چک است که در ناحیه تشسکا لیپا واقع شده‌است.